# Moraxellaceae
Moraxellaceae Rossau et al. 1991 é uma família de Gammaproteobacteria que inclui maioritariamente bactérias que ocorrem no solo e nas águas naturais. Apesar da predominância de espécies de vida livre, existem espécies deste grupo que são parasitas, em geral inofensivos, das mucosas dos mamíferos, incluindo dos seres humanos. Algumas espécies são patogénicas, entre as quais a Moraxella catarrhalis, patogénica para os humanos, e a Moraxella bovis, o agente causador da afecção dos olhos vermelhos do gado (Queratoconjuntivite infecciosa bovina, mais conhecida por IBK). As bactérias desta família são gram-negativas, aeróbicas e mesófilas ou psicrófilas, sendo em geral consideradas bactérias psicrotróficas (com destaque para o género Psychrobacter).